# Казаков, Михаил Сергеевич
Михаи́л Серге́евич Казако́в (род. 28 января 1988, Калинин) — российский актёр театра, кино и телевидения, переводчик в информационных системах, финансист и маркетолог.

## Биография
Родился 28 января 1988 года в Калинине. Популярность к нему пришла после участия в детском киножурнале «Ералаш» (с 2002 года по 2009 год), где снялся в двадцати двух эпизодах.
В 2002 году его отца — предпринимателя, производителя газированной воды под маркой «Казаков», — убили ножом.
В 2007 году его пригласили на роль Ильи Полежайкина в телесериал «Папины дочки».
В 2020 году Михаил упал с крыши пятиэтажного дома, получив травмы ног. Он перенёс ряд операций, в связи с чем несколько месяцев передвигался на костылях. Из-за необходимости установки аппарата Илизарова и последующей реабилитации он не смог сняться в продолжении «Папиных дочек».

## Образование
Учился в школе № 46 в Твери, потом в лицее при Тверском государственном университете, позже вернулся в школу № 46.
Учился в Московской финансово-юридической академии.

## Криминальная история
В январе 2005 года в Твери, в подъезде дома по Тверскому проспекту шестнадцатилетний Михаил Казаков убил двадцатилетнего Кирилла Гуркина, нанеся тому удары ножом в сердце и в сонную артерию. Сразу признался, что убийство совершил он, так как якобы защищал школьную знакомую Викторию. Всё началось с того, что Виктория поссорилась со своим парнем Кириллом Гуркиным. После Нового года они расстались, однако Виктория с расставанием не смирилась. Она попросила Михаила и ещё одного молодого человека пойти вместе с ней к Кириллу и «поговорить». Когда троица дождалась Кирилла в его подъезде, Михаил достал нож и нанёс ему три удара. После этого потерпевший скончался.
Суд состоялся в апреле 2005 года, дело переквалифицировали на превышение пределов необходимой обороны, затем по причине примирения сторон дело закрыли, и Михаил был освобождён из-под стражи.

## Личная жизнь
- Встречался со студенткой МЭСИ Юлией Котовой, собирались пожениться, но расстались[11].
- Жена (с ноября 2011 года до 2023 года) — бухгалтер Елена Казакова (род. 5 июля 1990 года) из Твери, у которой есть дочь от предыдущего брака, знакомы с 2003 года, окончила Тверской государственный университет в 2014 году[12].
  - Сын — Мирослав Казаков (род. 9 июля 2012)[13].

## Бизнес
Открыл в Твери магазин одежды.

## Творчество

### Роль в театре
- «Мастер и Маргарита» (Михаил Булгаков) (режиссёр — Сергей Алдонин) — кот Бегемот

### Фильмография
- 2003 — Демон полдня — эпизод
- 2005 — «Побег» — эпизод
- 2006 — День денег — эпизод
- 2007 — 2013 — «Папины дочки» — Илья Полежайкин
- 2008 — «Моя прекрасная няня 2: Жизнь после свадьбы» — Коля «Памперс» (169 серия)
- 2010 — Стройбатя — рядовой Булкин
- 2013 — Берега — Коля Севастьянов, наркоман
- 2024 — «Папины дочки. Новые» — Илья Васильевич Полежайкин, майор полиции, бывший одноклассник и бывший парень Галины Сергеевны (38 серия)

## Роли на телевидении

### Киножурналы
- 2002 — 2009 — Ералаш (150-й выпуск — Бочкин, хулиган, обидевший обозвавшую его девочку, сюжет «Защитник» / 151-й выпуск, сюжет «Наживка» / 152-й выпуск — Буфетов, сюжет «Учиться, учиться и ещё раз учиться!» / 154-й выпуск, сюжет «Железная логика» / 155-й выпуск, сюжет «История болезни» / 159-й выпуск — Крюков, мальчик, безответно любящий Наташу, сюжет «Сердцу не прикажешь» / 162-й выпуск, сюжет «Тихий час» / 163-й выпуск, сюжет «Нечистая сила» / 168-й выпуск, сюжет «Что написано пером» / 171-й выпуск — Белкин, сюжет «Кепочка» / 172-й выпуск, сюжет «Подловил» / 174-й выпуск — Степанов, сюжет «Наглядный урок» / 177-й выпуск, сюжет «А где Вася?» / 181-й выпуск, сюжет «Шмакодявка» / 237-й выпуск, сюжет «Отелло.ru»)
- 2008 — «Фитиль» (сюжет «Священный долг»)

### Прочее
- 2009 — «Физика нереального» — гость
- 2013 — «Кулагин и партнёры» — Валери

## Скетч-шоу
- 2008, 2011 — «6 кадров»